# Gab
Gab е социална мрежа и микроблог услуга на английски език. Социалната мрежа се определя за алтернатива на „свободната реч“ сред подобни платформи. Тя привлича много бели националисти и неонационалсоциалисти.
Сайтът е пуснат с регистрация през 2017 г. и твърди, че към юли 2019 г. има почти 1 000 000 регистрирани потребителски акаунта.